# نوگورا
نوگورا (به اسپانیایی: Noguera) یک منطقهٔ مسکونی در اسپانیا است که در استان لریدا واقع شده‌است. نوگورا ۱٬۷۸۴٫۱ کیلومتر مربع مساحت و ۳۹٬۳۷۶ نفر جمعیت دارد.